# 가이세촌
가이세촌(일본어: 海瀬村)은 일본 나가노현 미나미사쿠군에 있던 촌이다. 현재의 사쿠호정에 해당한다.

## 역사
- 1889년 4월 1일 - 정촌제 시행에 의해 2촌의 구역을 확장해 성립하였다.
- 1955년 2월 1일 - 사카에촌과 합병해 사쿠정이 성립하여, 동일 사카에촌은 폐지되었다.

## 교통

### 철도
- 일본국유철도
  - 고우미선 (역은 가까운 위치에 소재하고 있음)

## 참고문헌
- 角川日本地名大辞典 20 長野県